# 雷楝
雷楝（学名：Reinwardtiodendron dubium）为楝科雷楝属下的一个种。